# Trochiloglossa aurea
Trochiloglossa aurea är en tvåvingeart som beskrevs av Thompson 1963. Trochiloglossa aurea ingår i släktet Trochiloglossa och familjen parasitflugor. Inga underarter finns listade i Catalogue of Life.